# Dzik (U-Boot, 1942)
Die Dzik (Kennung: P52) war ein U-Boot der polnischen Marine im Zweiten Weltkrieg.
Das Boot wurde von der Werft Vickers Shipbuilding and Engineering Ltd gebaut. Die Kiellegung erfolgte am 30. Dezember 1941 in Barrow-in-Furness, England. Ursprünglich war das Boot für die Royal Navy als P52 vorgesehen, wurde aber schon in der Bauphase an die polnische Marine übergeben. Nach dem Stapellauf am 11. November 1942 wurde das Boot unter dem Namen Dzik am 12. Dezember 1942 in den Dienst der polnischen Marine gestellt. Die Dzik wurde wie ihr Schwesterboot Sokół hauptsächlich im Mittelmeer eingesetzt. Die beiden polnischen U-Boote erhielten den Spitznamen „terrible twins“.
Die Dzik zerstörte oder beschädigte insgesamt 18 deutsche und italienische Überwasserschiffe mit einer Tonnage von zusammen 45.080 BRT. U.a. wurden auch zwei feindliche Schiffe geentert. Das Boot nahm 1943 an der Operation Husky, der alliierten Invasion von Sizilien, teil.

## Kriegseinsatz
- Am 24. Mai 1943 feuerte die Dzik in der Nähe des Kap Spartivento im Mittelmeer eine Salve von vier Torpedos auf den italienischen Öl-Tanker Canaro (8.357 BRT) und beschädigte diesen. Danach wurde das U-Boot von zwei italienischen Korvetten mit insgesamt 60 Wasserbomben angegriffen.
- Am 21. September 1943 wurden im Hafen von Bastia, Korsika, der deutsche Tanker Nikolaus.[3] (6.397 BRT) und ein deutscher Schlepper (333 BRT) mit Torpedos versenkt.
- Am 17. November 1943 versenkte die Dzik vor Monemvasia ein Segelschiff mit ihrem Bordgeschütz.
- Am 8. Januar 1944 wurde vor Lesbos bei 39° 37′ N, 25° 43′ O der griechische Segler Eleni (200 BRT) mit dem Bordgeschütz versenkt.
- Am 9. Januar 1944 meldete die Dzik die Versenkung einer kleinen Einheit durch Einsatz des Bordgeschützes in der Ägäis bei 38° 25′ N, 25° 21′ O

## Weitere Verwendung
Nach Kriegsende wurde die Dzik am 25. Juli 1946 von der polnischen Marine außer Dienst gestellt, an Großbritannien zurückgegeben und 1947 von der Königlichen Marine Dänemarks zunächst als U-1 übernommen. 1950 wurde sie in Springeren mit der Kennung S 321 umbenannt. Das Boot kehrte 1958 nach Großbritannien zurück und wurde dort verschrottet.